# Tabor (Iowa)
Pour les articles homonymes, voir Tabor.
Tabor est une ville des comtés de Fremont et Mills, en Iowa, aux États-Unis. Elle est incorporée le 5 octobre 1868.

## Source de la traduction
- (en) Cet article est partiellement ou en totalité issu de l’article de Wikipédia en anglais intitulé « Tabor, Iowa » (voir la liste des auteurs).